# Аррихион
Аррихион или Аррахион (др.-греч. Ἀρραχίων; VI век до н. э., Фигалия — 564 до н. э., Олимпия, Западная Греция) — древнегреческий атлет из Фигалии, участник античных Олимпийских игр, дважды становившийся олимпийским чемпионом по панкратиону и одержавший свою последнюю победу, будучи мёртвым.

## Рассказ
Рассказ о нём сохранился у Павсания (который называет его Аррахион) и Филострата (приводящего имя Аррихион); также имеется краткое упоминание в «Хронике» Евсевия.
Когда Аррихион в своём последнем соревновании 54-й Олимпиады в 564 году до н. э. участвовал в финальной схватке, его противник (имя которого не сохранилось) сжал его ногами и начал давить руками за горло; однако Аррихион сумел вывернуть противнику большой палец на ноге. Тот из-за страшной боли сдался, но Аррахион в этот момент уже задохнулся. Даже мёртвым он стал победителем, потому что его соперник первым признал поражение. Тело Аррихиона увенчали венком под рукоплескания зрителей.
Павсаний упоминает, что статуя Аррихиона стояла на площади Фигалии. Детальное описание статуи борца дано в «Картинах» Филострата.
Аррихиону посвящено произведение «Arrichion» английской поэтессы Дженнет Трелфолл (англ. Jennette Threlfall).